# Lista de episódios especiais do WWE Raw
Esta é uma lista de episódios especiais do Raw, programa de televisão da promoção de luta livre profissional WWE. Ao longo de sua história de transmissão, o show teve edições com temas diferentes. Alguns deles são eventos anuais, como o Draft e os Slammy Awards. Outros incluem homenagens a vários lutadores profissionais que morreram ou se aposentaram.

## Eventos anteriores

### 1993
| Episódio                                            | Data          | Local                    | Arena            | Audiência | Notas                                                                 |
| --------------------------------------------------- | ------------- | ------------------------ | ---------------- | --------- | --------------------------------------------------------------------- |
| Episódio de estreia do Raw                          | 11 de janeiro | Nova Iorque, Nova Iorque | Manhattan Center | 2.5       | Estreia do Raw.                                                       |
| Especial de Recapitulação do SummerSlam Spectacular | 23 de agosto  |                          |                  |           | Um resumo da transmissão do SummerSlam Spectacular da noite anterior. |

### 1995
| Episódio                                                                  | Data                   | Local                              | Arena                                     | Audiência | Notas |
| ------------------------------------------------------------------------- | ---------------------- | ---------------------------------- | ----------------------------------------- | --------- | --- |
| 2º Aniversário do Raw                                                     | 9 de janeiro           | Houston, Texas                     | The Summit                                | 2.1       | O 2º Aniversário do Raw foi marcado por um King's Court muito especial, apresentado por Jerry Lawler, com o convidado especial William Shatner, e uma luta pelo Campeonato Intercontinental da WWF, com Razor Ramon defendendo o título e vencendo contra Owen Hart. |
| "Nova Temporada de Outono" do Raw - Ao Vivo das Ruas                      | 11 de setembro         | Canton, Ohio Stamford, Connecticut | Canton Memorial Civic Center Titan Towers | 2.7       | A estreia da temporada de outono de 1995, originalmente chamada de "New Look, New Attitude" (Novo Visual, Nova Atitude). |
| Halloween Raw                                                             | 30 de outubro de 1995  | Brandon, Manitoba, Canadá          | Keystone Centre                           | 2.7       | Edição temática de Halloween do Raw, que contou com a estreia na TV de Goldust. Gravado em 23 de outubro de 1995, na noite seguinte ao In Your House 4: Great White North.                                                                                           |
| O Campeonato da World Wrestling Federation: O Sonho, O Reinado, A Jornada | 28 de dezembro de 1995 |                                    |                                           |           | Um episódio especial de 20 minutos transmitido na quinta-feira, centrado na história do título da WWF. Apresentado por Vince McMahon e Mr. Perfect. |

### 1996
| Episódio                                 | Data          | Local                        | Arena                 | Audiência | Notas                                                     |
| ---------------------------------------- | ------------- | ---------------------------- | --------------------- | --------- | --------------------------------------------------------- |
| Raw Bowl                                 | 2 de janeiro  | Newark, Delaware             | Bob Carpenter Center  | 2.6       | Episódio temático do Super Bowl, incluindo um "Raw Bowl". |
| Sexta-feira do Campeonato na USA Network | 6 de setembro | Wheeling, Virgínia Ocidental | Wheeling Civic Center | 3.4       | Exibição especial de sexta-feira do Raw.                  |

### 1997
| Episódio                                | Data            | Local                    | Arena                      | Audiência | Notas |
| --------------------------------------- | --------------- | ------------------------ | -------------------------- | --------- | --- |
| Royal Rumble Raw                        | 3 de fevereiro  | Toronto, Ontário, Canadá | SkyDome                    | 2.6       | - Primeira exibição do Raw com duração de duas horas. - Incluindo clipes do Royal Rumble.                                                        |
| Thursday Raw Thursday                   | 13 de fevereiro | Lowell, Massachusetts    | Lowell Memorial Auditorium | 3.3       | - Exibição de quinta-feira do Raw. - Shawn Michaels abriu mão do Campeonato da WWF devido a uma lesão, alegando que havia "perdido seu sorriso". |
| Estreia do Raw no Madison Square Garden | 22 de setembro  | Nova Iorque, Nova Iorque | Madison Square Garden      |           | A primeira exibição do Raw no Madison Square Garden.                                                                                             |
| Raw de Véspera de Ano Novo 1997         | 29 de dezembro  | Uniondale, Nova Iorque   | Nassau Coliseum            |           | O último Raw de 1997. |

### 1998
| Episódio                        | Data                   | Local                  | Arena              | Audiência | Notas                   |
| ------------------------------- | ---------------------- | ---------------------- | ------------------ | --------- | ----------------------- |
| Raw de Ano Novo 1998            | 5 de janeiro de 1998   | New Haven, Connecticut | New Haven Coliseum |           | O primeiro Raw de 1998. |
| Raw de Véspera de Ano Novo 1998 | 28 de dezembro de 1998 | Albany, Nova Iorque    | Pepsi Arena        |           | O último Raw de 1998.   |

### 1999
| Episódio                        | Data            | Local                         | Arena               | Audiência | Notas |
| ------------------------------- | --------------- | ----------------------------- | ------------------- | --------- | --- |
| Raw de Ano Novo 1999            | 4 de janeiro    | Worcester, Massachusetts      | Worcester Centrum   |           | O primeiro Raw de 1999. A vitória de Mankind pelo Campeonato da WWF foi infamemente revelada pelo WCW Monday Nitro, fazendo com que o Raw perdesse diversos telespectadores. |
| Raw Saturday Night              | 13 de fevereiro | Toronto, Ontário, Canadá      | SkyDome             | 5.9       | Exibição de sábado do Raw (devido à cobertura da USA Network do Westminster Kennel Club Dog Show), gravado no SkyDome em Toronto. O evento principal foi uma luta gauntlet entre Stone Cold Steve Austin e The Corporation (levando à sua luta contra Vince McMahon no St. Valentine's Day Massacre no dia seguinte). Com 41.432 espectadores, foi a maior audiência presente na história do programa. |
| Raw is Owen                     | 24 de maio      | St. Louis, Missouri           | Kiel Center         | 7.2       | Um episódio especial ao vivo em homenagem à vida e carreira de Owen Hart, que havia falecido na noite anterior após um acidente durante o PPV Over the Edge. O episódio contou com segmentos de outros lutadores prestando tributo a Hart e lutas de exibição, sem impacto nas histórias em andamento.                                                                                                 |
| Raw de Véspera de Ano Novo 1999 | 27 de dezembro  | Greensboro, Carolina do Norte | Greensboro Coliseum |           | O último Raw de 1999. |

### 2000
| Episódio             | Data           | Local                      | Arena                   | Audiência | Notas                                        |
| -------------------- | -------------- | -------------------------- | ----------------------- | --------- | -------------------------------------------- |
| Raw de Ano Novo 2000 | 3 de janeiro   | Miami, Flórida             | American Airlines Arena |           | O primeiro Raw de 2000.                      |
| Raw estreia na TNN   | 25 de setembro | State College, Pensilvânia | Bryce Jordan Center     |           | Primeiro episódio do Raw transmitido na TNN. |

### 2001
| Episódio                                                        | Data                | Local           | Arena                   | Audiência | Notas |
| --------------------------------------------------------------- | ------------------- | --------------- | ----------------------- | --------- | --- |
| Raw de Ano Novo 2001                                            | 1 de janeiro        | Austin, Texas   | Frank Erwin Center      |           | O primeiro Raw de 2001. |
| The Night of Champions                                          | 26 de março de 2001 | Cleveland, Ohio | Gund Arena              | 5.2       | Ao longo do show, Vince McMahon discutiu (kayfabe) sua aquisição da WCW, incluindo a demissão de Jeff Jarrett. Durante um segmento especial transmitido simultaneamente com o episódio final do WCW Monday Nitro de Panama City, Shane McMahon interrompeu Vince para revelar que ele já havia assinado o contrato de venda. |
| Raw de Véspera de Natal                                         | 24 de dezembro      | Miami, Flórida  | American Airlines Arena |           | Edição de véspera de Natal do Raw. |
| Raw de Véspera de Ano Novo: Contagem Regressiva dos 10 Melhores | 31 de dezembro      |                 |                         |           | O último episódio do Raw de 2001. |

### 2002
| Episódio                    | Data           | Local                        | Arena                 | Audiência | Notas |
| --------------------------- | -------------- | ---------------------------- | --------------------- | --------- | --- |
| Raw de Ano Novo 2002        | 7 de janeiro   | New York City, New York      | Madison Square Garden |           | O primeiro episódio do Raw de 2002.                                                                                                 |
| Draft da Extensão de Marcas | 25 de março    | University Park, Pensilvânia | Bryce Jordan Center   | 5.4       | - Início da Extensão de Marcas. - Vince McMahon selecionou o plantel do SmackDown!, enquanto Ric Flair selecionou o plantel do Raw. |
| Raw Roleta                  | 7 de outubro   | Las Vegas, Nevada            | Thomas & Mack Center  | 3.8       | As estipulações das lutas foram decididas pelo giro de uma roleta.                                                                  |
| 500º Episódio do Raw        | 23 de dezembro | Oklahoma City, Oklahoma      | Ford Center           |           | Comemorou o 500º episódio do show.                                                                                                  |
| Melhor do Raw 2002          | 30 de dezembro |                              |                       |           | Um episódio de recapitulação do ano, destacando momentos passados do Raw durante o ano de 2002.                                     |

### 2003
| Episódio                   | Data           | Local                                 | Arena              | Audiência | Notas |
| -------------------------- | -------------- | ------------------------------------- | ------------------ | --------- | --- |
| Raw de Ano Novo 2003       | 6 de janeiro   | Phoenix, Arizona                      | America West Arena |           | O primeiro Raw de 2003. |
| Último Raw na TNN          | 4 de agosto    | Vancouver, Colúmbia Britânica, Canadá | PNE Coliseum       |           | A última edição do Raw a ser transmitida no TNN antes da reestruturação da rede para Spike TV na semana seguinte.                                                   |
| Raw estreia na Spike TV    | 11 de agosto   | Moline, Illinois                      | MARK of the Quad   |           | A primeira edição do Raw a ser transmitida na recém-renomeada Spike TV.                                                                                             |
| Raw Roleta 2003            | 24 de novembro | West Valley City, Utah                | E Center           | 3.6       | - As estipulações das lutas foram decididas pelo giro de uma roleta. - Incluiu a primeira luta em uma jaula de aço feminina na história da WWE (Lita vs. Victoria). |
| Raw de Véspera de Ano Novo | 29 de dezembro | San Antonio, Texas                    | SBC Center         |           | O último episódio do Raw de 2003. |

### 2004
| Episódio                            | Data           | Local               | Arena                          | Audiência | Notas                                                                                   |
| ----------------------------------- | -------------- | ------------------- | ------------------------------ | --------- | --------------------------------------------------------------------------------------- |
| Raw de Ano Novo 2004                | 5 de janeiro   | Memphis, Tennessee  | The Pyramid                    |           | O primeiro Raw de 2004.                                                                 |
| WWE Draft Lottery 2004              | 22 de março    | Detroit, Michigan   | Joe Louis Arena                | 3.7       | Envolveu os planteis do Raw e SmackDown!. Transmissão especial de 2 horas do WWE Draft. |
| Estreia da Temporada 2004-05 do Raw | 20 de setembro | Tucson, Arizona     | Tucson Convention Center Arena | 3.7       | A estreia da temporada de 2004–05 do Raw.                                               |
| Raw de Véspera de Ano Novo          | 27 de dezembro | Biloxi, Mississippi | Mississippi Coast Coliseum     |           | O último Raw de 2004.                                                                   |

### 2005
| Episódio                         | Data           | Local                  | Arena                    | Audiência | Notas |
| -------------------------------- | -------------- | ---------------------- | ------------------------ | --------- | --- |
| Raw de Ano Novo 2005             | 3 de janeiro   | Uniondale, Nova Iorque | Nassau Coliseum          |           | O primeiro Raw de 2005.                                                                                              |
| Raw Ao Vivo no Japão             | 7 de fevereiro | Saitama, Japão         | Saitama Super Arena      | 3.7       | A primeira gravação do Raw no Japão.                                                                                 |
| Último Raw na Spike TV           | 26 de setembro | Waco, Texas            | Heart O' Coliseum        |           | Último Raw na Spike TV.                                                                                              |
| Raw Homecoming                   | 3 de outubro   | Dallas, Texas          | American Airlines Center | 5.6       | Primeiro episódio de três horas, e o primeiro em seu retorno à USA Network. Também a estreia da temporada 2005-2006. |
| Raw Halloween                    | 31 de outubro  | Anaheim, Califórnia    | Arrowhead Pond           |           | Edição especial de Halloween do Raw.                                                                                 |
| Show de Tributo a Eddie Guerrero | 14 de novembro | Minneapolis, Minnesota | Target Center            | 5.3       | Homenagem em memória de Eddie Guerrero, que havia falecido no fim de semana anterior.                                |
| Tribute to the Troops            | 19 de dezembro | Bagram, Afeganistão    | Aeródromo de Bagram      | 4.2       | Episódio de Natal, homenageando as Forças Armadas dos Estados Unidos.                                                |

### 2006
| Episódio                         | Data            | Local                         | Arena                      | Audiência | Notas                                                                        |
| -------------------------------- | --------------- | ----------------------------- | -------------------------- | --------- | ---------------------------------------------------------------------------- |
| Raw de Ano Novo 2006             | 2 de janeiro    | East Rutherford, Nova Jérsei  | Continental Airlines Arena |           | O primeiro Raw de 2006.                                                      |
| Raw Thursday                     | 16 de fevereiro | Greensboro, Carolina do Norte | Greensboro Coliseum        |           | Episódio especial de quinta-feira do Raw gravado em 13 de fevereiro de 2006. |
| Consequências da WrestleMania 22 | 3 de abril      | Rosemont, Illinois            | Allstate Arena             | 4.1       | Episódio pós-WrestleMania 22 do Raw.                                         |
| Raw Reunião de Família           | 9 de outubro    | Colúmbia, Carolina do Sul     | Colonial Center            | 5.0       | Estreia da temporada 2006–07. Envolveu os planteis do Raw, SmackDown e ECW.  |
| 700º Episódio do Raw             | 23 de outubro   | Rosemont, Illinois            | Allstate Arena             |           | O 700º Episódio do Raw.                                                      |
| Especial de 3 Horas do Raw       | 18 de dezembro  | Washington, D.C.              | Verizon Center             |           | Episódio especial de três horas do Raw.                                      |
| Tribute to the Troops            | 25 de dezembro  | Bagdá, Iraque                 | Camp Victory               | 4.1       | Episódio de Natal, homenageando as Forças Armadas dos Estados Unidos.        |

### 2007
| Episódio                 | Data            | Local                     | Arena                   | Audiência | Notas |
| ------------------------ | --------------- | ------------------------- | ----------------------- | --------- | --- |
| Raw de Ano Novo 2007     | 1 de janeiro    | Miami, Flórida            | American Airlines Arena |           | O primeiro Raw de 2007. |
| Raw Thursday             | 15 de fevereiro | Portland, Oregon          | Rose Garden             |           | Episódio especial de quinta-feira do Raw. |
| WWE Draft 2007           | 11 de junho     | Wilkes-Barre, Pensilvânia | Wachovia Arena          | 4.5       | |
| Memorial de Chris Benoit | 25 de junho     | Corpus Christi, Texas     | American Bank Center    | 3.8       | - Show de tributo memorial de três horas a Chris Benoit e sua família. - A transmissão original foi substituída por um programa de clipes em mercados internacionais e no WWE Network, devido às circunstâncias das mortes. - A decisão foi tomada para adiar a gravação do Raw daquela noite (inicialmente um memorial fictício para o personagem Mr. McMahon após a história da explosão da limusine na semana anterior) após as mortes, embora as circunstâncias não fossem conhecidas na época da decisão. |
| 15º Aniversário do Raw   | 10 de dezembro  | Bridgeport, Connecticut   | Arena At Harbor Yard    | 4.7       | Comemoração do 15º aniversário do programa. |
| Tribute to the Troops    | 24 de dezembro  | Bagdá, Iraque             | Camp Victory            | 4.0       | Episódio de Natal, homenageando as Forças Armadas Americanas. |

### 2008
| Episódio                               | Data          | Local                       | Arena                | Audiência | Notas |
| -------------------------------------- | ------------- | --------------------------- | -------------------- | --------- | --- |
| Raw Roleta 2008                        | 7 de janeiro  | Uncasville, Connecticut     | Mohegan Sun Arena    | 3.2       | - Envolveu os planteis do Raw, SmackDown! e ECW. - As estipulações das lutas foram decididas pelo giro de uma roleta.                                  |
| Raw Em HD                              | 21 de janeiro | Hampton, Virgínia           | Hampton Coliseum     |           | O primeiro episódio do Raw em HD. |
| Noite de Recapitulação da WrestleMania | 10 de março   | Milwaukee, Wisconsin        | Bradley Center       | 3.6       | - Edição especial de três horas do Raw que apresentou revanches de eventos anteriores da WrestleMania. - Envolveu os planteis de todas as três marcas. |
| King of the Ring                       | 21 de abril   | Greenville, Carolina do Sul | BI-LO Center         | 3.0       | - Torneio King of the Ring - Envolveu os planteis de todas as três marcas.                                                                             |
| WWE Draft 2008                         | 23 de junho   | San Antonio, Texas          | AT&T Center          | 3.4       | |
| Raw no Sci Fi                          | 25 de agosto  | Wilkes-Barre, Pensilvânia   | Wachovia Center      |           | Um episódio especial do Raw que foi transmitido na Sci Fi por uma única noite.                                                                         |
| Celebração do 800º Episódio do Raw     | 3 de novembro | Tampa, Flórida              | St. Pete Times Forum | 3.4       | Comemoração do 800º episódio do programa. |
| Slammy Awards 2008                     | 8 de dezembro | Filadélfia, Pensilvânia     | Wachovia Center      | 3.2       | |

### 2009
| Episódio                 | Data           | Local                        | Arena                   | Audiência | Notas |
| ------------------------ | -------------- | ---------------------------- | ----------------------- | --------- | --- |
| Raw de Ano Novo          | 5 de janeiro   | Nova Orleães, Luisiana       | New Orleans Arena       |           | O primeiro Raw de 2009. |
| WWE Draft 2009           | 13 de abril    | Atlanta, Geórgia             | Philips Arena           | 3.7       | |
| The Three-For-All        | 15 de junho    | Charlotte, Carolina do Norte | Time Warner Cable Arena | 3.6       | Episódio especial apresentando defesas dos campeonatos da WWE, dos Pesos Pesados e dos Pesos Pesados da ECW. |
| Trump Raw                | 22 de junho    | Green Bay, Wisconsin         | Resch Center            | 4.4       | Episódio especial "sem comerciais" com apresentação de Donald Trump (que "comprou" o Raw durante o episódio da semana anterior e também anunciou que todos que compraram ingressos seriam reembolsados após o show). Em vez de intervalos comerciais, o episódio apresentou segmentos de merchandising para o KFC. |
| The Price Is Raw         | 7 de setembro  | Rosemont, Illinois           | Allstate Arena          |           | Apresentado por Bob Barker. |
| Um Raw de Ação de Graças | 23 de novembro | Hershey, Pensilvânia         | Giant Center            | 3.3       | Episódio especial de três horas envolvendo os planteis do Raw e SmackDown, apresentado por Jesse Ventura. |
| Slammy Awards 2009       | 14 de dezembro | Corpus Christi, Texas        | American Bank Center    | 3.3       | - Show de 3 horas do Slammy Award - Envolveu os planteis de todas as três marcas. - Aparição de Dennis Miller. |

### 2010
| Episódio                           | Data                   | Local                        | Arena                   | Audiência | Notas |
| ---------------------------------- | ---------------------- | ---------------------------- | ----------------------- | --------- | --- |
| Raw de Ano Novo                    | 4 de janeiro           | Dayton, Ohio                 | The Nutter Center       |           | O primeiro Raw de 2010 Também contou com o retorno de Bret Hart pela primeira vez em 12 anos. |
| Recapitulação da WrestleMania      | 15 de março            | San Diego, Califórnia        | San Diego Sports Arena  | 3.7       | - Composto por revanches de eventos passados da WrestleMania. - Aparição de Steve Austin |
| Monday Night SmackDown             | 19 de abril            | East Rutherford, Nova Jérsei | IZOD Center             | 3.1       | - Devido à interrupção de voos após a erupção do vulcão Eyjafjallajökull em 2010, a maioria do plantel do Raw permaneceu em Belfast após uma turnê pela Europa e foi substituída pelo plantel do SmackDown. - Aparições de Will Forte, Kristen Wiig e Ryan Phillippe de MacGruber.                                                                         |
| WWE Draft 2010                     | 26 de abril            | Richmond, Virgínia           | Richmond Coliseum       | 3.1       | - Envolveu os planteis do Raw e SmackDown. - O gerente geral do SmackDown, Theodore Long, e John Cena assumiram as funções de autoridade. Transmissão especial de 3 horas do WWE Draft. |
| Raw sem comerciais                 | 17 de maio             | Toronto, Ontário, Canadá     | Air Canada Centre       | 3.4       | - A segunda transmissão do Raw sem comerciais. - Aparição do astronauta Buzz Aldrin. |
| Raw Escolha do Espectador          | 7 de junho             | Miami, Flórida               | American Airlines Arena | 3.1       | - Envolveu os planteis do Raw e SmackDown. - As seleções das lutas foram votadas no WWE.com. - Aparições de Quinton "Rampage" Jackson e Sharlto Copley de A-Team. - Estreia do The Nexus. |
| Celebração do 900º Episódio do Raw | 30 de agosto           | Boston, Massachusetts        | TD Garden               | 3.5       | Comemoração do 900º episódio do programa. |
| Raw Roleta                         | 13 de setembro         | Cincinnati, Ohio             | U.S. Bank Arena         | 3.0       | - Envolveu os planteis do Raw e SmackDown. - Estreia da temporada 2010–11 do Raw. - As estipulações das lutas foram decididas pelo giro de uma roleta. - Aparições do wide receiver da NFL, Chad Johnson. |
| Raw Old School                     | 15 de novembro         | Hershey, Pensilvânia         | Giant Center            | 3.05      | - Episódio de três horas com aparições de ex-lutadores e personalidades. - Tudo no show também deveria reverter temporariamente ao formato do Raw de 1993. No entanto, embora alguns itens de 1993 tenham sido usados (como o ringue e a música tema), o show utilizou a abertura da WWF dos anos 1980, bem como a configuração do palco de cerca de 1997. |
| King of the Ring                   | 29 de novembro de 2010 | Filadélfia, Pensilvânia      | Wells Fargo Center      | 3.1       | - Torneio King of the Ring de três horas - Envolveu os planteis do Raw e SmackDown. - Aparição da Miss USA Rima Fakih. |
| Slammy Awards 2010                 | 13 de dezembro         | Nova Orleães, Luisiana       | New Orleans Arena       | 3.06      | - Show do Slammy Award apresentado pelo ator David Arquette. - Envolveu os planteis do Raw e SmackDown. |

### 2011
| Episódio                         | Data                   | Local                      | Arena                             | Audiência | Notas |
| -------------------------------- | ---------------------- | -------------------------- | --------------------------------- | --------- | --- |
| Raw de Ano Novo                  | 3 de janeiro           | Phoenix, Arizona           | US Airways Center                 |           | O primeiro Raw de 2011. |
| WWE Draft 2011                   | 25 de abril de 2011    | Raleigh, Carolina do Norte | PNC Arena                         | 3.4       | - Envolveu os planteis do Raw e SmackDown. - Comentário alternativo de Booker T. |
| Festa de Aniversário de The Rock | 2 de maio              | Miami, Flórida             | American Airlines Arena           | 3.4       | - Celebração de aniversário de The Rock. - Aparições de Mýa e Pitbull. |
| WWE All Star Night               | 13 de junho            | Uniondale, Nova Iorque     | Nassau Veterans Memorial Coliseum | 3.1       | - Episódio de três horas que envolveu os planteis do Raw e SmackDown. - O membro do Hall da Fama da WWE Steve Austin atuou como gerente geral especial do Raw.                                                                              |
| Poder ao Povo                    | 20 de junho            | Baltimore, Maryland        | Baltimore Arena                   | 3.1       | - Episódio de três horas que envolveu os planteis do Raw e SmackDown. - As seleções das lutas foram votadas por meio de telefone celular.                                                                                                   |
| Raw Roleta 2011                  | 27 de junho            | Las Vegas, Nevada          | Thomas & Mack Center              | 3.1       | - Envolveu os planteis do Raw e SmackDown. - As estipulações das lutas foram decididas pelo giro de uma roleta. - Aparição do membro do Hall da Fama da WWE, Shawn Michaels. - CM Punk fez seu famoso discurso "pipebomb" ao final do show. |
| Raw Supershow                    | 29 de agosto           | BOK Center                 | Tulsa, Oklahoma                   |           | O primeiro Raw sob o título "Raw Supershow", após a descontinuação inicial da divisão de marcas da WWE. |
| Raw Halloween                    | 31 de outubro          | Atlanta, Geórgia           | Philips Arena                     |           | Apresentado pelos Muppets. |
| Raw Gets Rocked                  | 14 de novembro         | Boston, Massachusetts      | TD Garden                         | 3.2       | Episódio de três horas com aparições de The Rock e Mick Foley, em sua primeira aparição juntos desde 2004. |
| Slammy Awards 2011               | 12 de dezembro de 2011 | Norfolk, Virgínia          | Norfolk Scope                     | 2.8       | - Cerimônia do Slammy Award de três horas. - Kane retornou usando sua máscara pela primeira vez desde 2003. |

### 2012
| Episódio                             | Data           | Local                   | Arena                | Audiência              | Notas |
| ------------------------------------ | -------------- | ----------------------- | -------------------- | ---------------------- | --- |
| Raw SuperShow                        | 23 de abril    | Detroit, Michigan       | Joe Louis Arena      | 4.39/3.04 de audiência | Episódio especial de 3 horas. Apresentou a assinatura do contrato entre Brock Lesnar e John Cena para o Extreme Rules. |
| Raw 1000                             | 23 de julho    | St. Louis, Missouri     | Scottrade Center     | 6.01/3.84 de audiência | - Episódio especial comemorando o 1.000º episódio do programa. - O episódio marcou o início do novo formato permanente de três horas do Raw e o novo logo. - Incluiu uma entrevista exclusiva ao vivo com Charlie Sheen via Skype.       |
| Noite de Apreciação a Shawn Michaels | 6 de agosto    | San Antonio, Texas      | AT&T Center          | 4.7/3.54 de audiência  | Episódio especial para Shawn Michaels. |
| Slammy Awards 2012                   | 17 de dezembro | Filadélfia, Pensilvânia | Wells Fargo Center   | 4.23/2.89 de audiência | Cerimônia do Slammy Award |
| Raw de Véspera de Natal              | 24 de dezembro | Pittsburgh, Pensilvânia | CONSOL Energy Center | 2.2                    | Neste episódio de Véspera de Natal, Mick Foley, vestido de Papai Noel, foi atropelado por Alberto Del Rio. Mais tarde, Del Rio enfrentou John Cena em uma luta Miracle on 34th Street Fight (que Cena venceu), na qual Foley interferiu. |
| Noite da Escolha dos Campeões        | 31 de dezembro | Washington, D.C.        | Verizon Center       | 3.5                    | - O último Raw de 2012. - Todos os títulos (exceto o Campeonato da WWE, que foi defendido na semana seguinte em uma luta Tables, Ladders and Chairs) estavam em jogo, e os campeões puderam escolher seus(suas) oponente(s).             |

### 2013
| Episódio                        | Data                   | Local                        | Arena                 | Audiência              | Notas |
| ------------------------------- | ---------------------- | ---------------------------- | --------------------- | ---------------------- | --- |
| Aniversário de 20 anos do Raw   | 14 de janeiro de 2013  | Houston, Texas               | Toyota Center         | 4.55/3.1 de audiência  | - Este show comemorou o 20º aniversário do Raw. - Comentário do evento principal por Jim Ross. |
| Raw Roleta 2013                 | 28 de janeiro de 2013  | Las Vegas, Nevada            | Thomas & Mack Center  | 5.02/3.67 de audiência | As estipulações das lutas foram escolhidas pelo giro de uma roleta. |
| Raw Old School                  | 4 de março de 2013     | Buffalo, Nova Iorque         | KeyBank Center        | 5.02/3.55 de audiência | - Aparições de ex-lutadores e personalidades. - Assim como o anterior Raw Old School, este foi mais um episódio de tipo anacrônico, com algumas diferenças chave em relação ao episódio de 2010, como o uso da música tema da Attitude Era, do segmento War Zone, durante os bastidores logo antes dos comerciais, assim como o uso de um logo modificado da WWF dos anos 1980, sem o "F". Este último foi resultado do acordo de 2012 entre a WWE e o World Wide Fund for Nature, que permitiu à WWE usar o logo "scratch" da WWF da Attitude Era em filmagens de arquivo, em troca da não utilização de logos da WWF em novas filmagens originais. |
| WrestleMania 29 Raw             | 8 de abril de 2013     | East Rutherford, Nova Jérsei | IZOD Center           | 3.4                    | Um episódio especial do Monday Night Raw, realizado um dia após a WrestleMania 29. |
| Noite de Apreciação a Bret Hart | 27 de maio de 2013     | Calgary, Alberta             | Scotiabank Saddledome | 3.94/1.4 de audiência  | Episódio especial para Bret Hart, mostrando destaques de sua carreira, além de outras lendas prestando homenagens. |
| Raw Country                     | 18 de novembro de 2013 | Nashville, Tennessee         | Bridgestone Arena     | 3.80/1.4 de audiência  | - Episódio especial do Raw com tema country. - Apresentação ao vivo de Florida Georgia Line. |
| Slammy Awards 2013              | 9 de dezembro de 2013  | Seattle, Washington          | Key Arena             | 4.15/1.5 de audiência  | Cerimônia do Slammy Award |
| Raw de Natal                    | 23 de dezembro de 2013 | Austin, Texas                | Frank Erwin Center    | 5.2                    | Episódio ao vivo com tema de Natal, incluindo uma Battle for Christmas, duas lutas de trios e uma luta Christmas Present on a Pole. |

### 2014
| Episódio                                         | Data                   | Local                       | Arena                      | Audiência             | Notas |
| ------------------------------------------------ | ---------------------- | --------------------------- | -------------------------- | --------------------- | --- |
| Old School Raw                                   | 6 de janeiro de 2014   | Baltimore, Maryland         | Baltimore Arena            | 4.54/1.6 de audiência | - Aparições de ex-lutadores e personalidades. - Jake "The Snake" Roberts fez sua primeira aparição desde 2005.                                |
| Raw Occupy                                       | 10 de março de 2014    | Memphis, Tennessee          | FedExForum                 | 4.73/1.5 de audiência | Episódio especial do Raw incluindo o movimento Occupy Raw.                                                                                    |
| Raw 1100                                         | 23 de junho de 2014    | Washington, D.C.            | Verizon Center             | 4.03/1.4 de audiência | Comemorou o 1.100º episódio do programa. |
| Show de Comemoração de Aniversário de Hulk Hogan | 11 de agosto de 2014   | Portland, Oregon            | Moda Center                | 4.30/1.5 de audiência | Comemoração do 61º aniversário de Hulk Hogan.                                                                                                 |
| Fórum do Hall da Fama da WWE 2014                | 25 de agosto de 2014   | Anaheim, Califórnia         | Honda Center               | 3.98/1.3 de audiência | O primeiro Fórum do Hall da Fama da WWE 2014.                                                                                                 |
| Estreia da temporada 2014–15 do Raw              | 8 de setembro de 2014  | Baltimore, Maryland         | Baltimore Arena            | 3.98/1.4 de audiência | A estreia da temporada 2014–15 do Raw. |
| Slammy Awards 2014                               | 8 de dezembro de 2014  | Greenville, Carolina do Sul | Bon Secours Wellness Arena | 2.66/1.3 de audiência | - Cerimônia do Slammy Awards, apresentada pelo ator Seth Green.                                                                               |
| Raw de Natal                                     | 22 de dezembro de 2014 | Minneapolis, Minnesota      | Target Center              | 3.63/1.3 de audiência | Episódio do Raw com tema de Natal. Hulk Hogan (como "Ho Ho Hogan") foi o gerente geral.                                                       |
| Raw de Ano Novo 2014                             | 29 de dezembro de 2014 | Washington, D.C.            | Verizon Center             | 3.61/2.2 de audiência | Episódio do Raw com tema de véspera de Ano Novo. Edge e Christian atuaram como gerentes gerais. O episódio marcou o retorno da The Authority. |

### 2015
| Episódio                            | Data                   | Local                  | Arena                    | Audiência             | Notas |
| ----------------------------------- | ---------------------- | ---------------------- | ------------------------ | --------------------- | --- |
| Noite de Apreciação a John Cena     | 5 de janeiro de 2015   | Corpus Christi, Texas  | American Bank Center     | 3.67/1.3 de audiência | - Episódio especial celebrando John Cena. |
| Raw Reunião                         | 19 de janeiro de 2015  | Dallas, Texas          | American Airlines Center | 4.10/1.4 de audiência | Um episódio especial do Raw envolvendo Hulk Hogan, Shawn Michaels, Ric Flair, The APA, The New Age Outlaws, Scott Hall, Kevin Nash, X-Pac e Sting. |
| Episódio Especial do Raw em Estúdio | 26 de janeiro de 2015  | Stamford, Connecticut  | Titan Towers             | 4.42/1.4 de audiência | Devido a uma grande tempestade de inverno e proibições de viagem em todo o Connecticut na época, a WWE foi forçada a cancelar a gravação do SmackDown em Boston e remarcar o Raw para o SmackDown subsequente na quinta-feira. O episódio consistiu em entrevistas com vários lutadores da WWE, um boletim meteorológico de John "Bradshaw" Layfield, além da reprise do combate triple threat pelo Campeonato da WWE e da luta do Royal Rumble da noite anterior. |
| King of the Ring                    | 27 de abril de 2015    | Green Bay, Wisconsin   | Resch Center             | 3.76/1.2 de audiência | Este episódio incluiu as primeiras lutas do torneio King of the Ring de 2015. A final foi realizada no dia seguinte ao vivo no WWE Network. |
| Estreia da temporada 2015–16 do Raw | 14 de setembro de 2015 | Memphis, Tennessee     | FedExForum               | 2.42                  | A estreia da temporada 2015–16 do Raw. |
| Slammy Awards 2015                  | 21 de dezembro de 2015 | Minneapolis, Minnesota | Target Center            | 3.50                  | Cerimônia do Slammy Awards. |

### 2016
| Episódio                | Data                   | Local                  | Arena                | Audiência | Notas |
| ----------------------- | ---------------------- | ---------------------- | -------------------- | --------- | --- |
| 23º Aniversário do Raw  | 11 de janeiro de 2016  | Nova Orleães, Luisiana | Smoothie King Center | 3.3       | 23º aniversário do Raw |
| Obrigado, Daniel Bryan! | 8 de fevereiro de 2016 | Seattle, Washington    | KeyArena             | 2.65      | - Homenageou a aposentadoria de Daniel Bryan, exibindo os destaques de sua carreira desde o NXT em 2010.                            |
| Raw 1200                | 23 de maio de 2016     | Baltimore, Maryland    | Royal Farms Arena    | 1.12      | Comemorou o 1.200º episódio do programa.                                                                                            |
| Raw Halloween           | 31 de outubro de 2016  | Hartford, Connecticut  | XL Center            | 1.88      | Episódio temático de Halloween do Raw, incluindo uma luta Trick or Street e vários lutadores usando fantasias ao longo do programa. |

### 2017
| Episódio                | Data                   | Local                  | Arena                             | Audiência | Notas                                                                                                |
| ----------------------- | ---------------------- | ---------------------- | --------------------------------- | --------- | --- |
| Superstar Shake-up 2017 | 10 de abril de 2017    | Uniondale, Nova Iorque | Nassau Veterans Memorial Coliseum | 3.42      | Draft não tradicional no qual os lutadores são transferidos entre os planteis do Raw e do SmackDown. |
| Raw de Natal            | 25 de dezembro de 2017 | Rosemont, Illinois     | Allstate Arena                    | 0.83      | Episódio ao vivo do Raw com tema de Natal na segunda-feira de Natal.                                 |

### 2018
| Episódio                       | Data                   | Local                               | Arena                            | Audiência | Notas |
| ------------------------------ | ---------------------- | ----------------------------------- | -------------------------------- | --------- | --- |
| Raw no Dia de Ano Novo de 2018 | 1 de janeiro de 2018   | Miami, Flórida                      | American Airlines Arena          | 1.07      | Episódio ao vivo do Monday Night Raw no Dia de Ano Novo.                                                  |
| Raw 25                         | 22 de janeiro de 2018  | Brooklyn, Nova Iorque , Nova Iorque | Barclays Center Manhattan Center | 4.53      | Comemorou o 25º aniversário do Raw; transmitido simultaneamente do Barclays Center e do Manhattan Center. |
| Superstar Shake-up 2018        | 16 de abril de 2018    | Hartford, Connecticut               | XL Center                        | 3.62      | Draft não tradicional no qual os lutadores são transferidos entre os planteis do Raw e do SmackDown.      |
| Raw 1300                       | 23 de abril de 2018    | St. Louis, Missouri                 | Scottrade Center                 | 3.1       | Comemorou o 1.300º episódio do Raw.                                                                       |
| Raw de Véspera de Natal        | 24 de dezembro de 2018 | Sacramento, Califórnia              | Golden 1 Center                  | 1.7       | Edição do Raw na véspera de Natal, gravada em 17 de dezembro de 2018 e exibida na véspera de Natal.       |
| Raw de Véspera de Ano Novo     | 31 de dezembro de 2018 | Detroit, Michigan                   | Little Caesars Arena             | 1.9       | Último Raw de 2018, gravado em 28 de dezembro de 2018 e exibido na véspera de Ano Novo.                   |

### 2019
| Episódio                                       | Data                    | Local                     | Arena                      | Audiência | Notas |
| ---------------------------------------------- | ----------------------- | ------------------------- | -------------------------- | --------- | --- |
| Show de Celebração de Aniversário de Ric Flair | 25 de fevereiro de 2019 | Atlanta, Geórgia          | State Farm Arena           | 2.9       | - A celebração do 70º aniversário de Ric Flair. - Roman Reigns fez uma aparição especial para dar uma atualização sobre sua leucemia, anunciando seu retorno. - Becky Lynch foi presa e Ronda Rousey confrontou Stephanie McMahon. - O episódio também contou com uma rara aparição de Sting e o retorno de Batista, com Triple H e Shawn Michaels também fazendo uma aparição. - O ator David Arquette e a mãe de The Rock, Ata Johnson, também apareceram na plateia. |
| Superstar Shake-up 2019                        | 15 de abril de 2019     | Montreal, Quebec, Canadá  | Bell Centre                | 2.66      | Draft não tradicional no qual os lutadores são transferidos entre os planteis do Raw e do SmackDown. |
| Raw Reunião                                    | 22 de julho de 2019     | Tampa, Flórida            | Amalie Arena               | 3.09      | Episódio especial do Raw apresentando membros do Hall da Fama da WWE e Lendas, incluindo John Cena, Rikishi, D-Von Dudley, Hulk Hogan, Jimmy Hart, Booker T, Alicia Fox, Kaitlyn, Torrie Wilson, Santino Marella, The Godfather, The Boogeyman, Pat Patterson, Christian, Lilian Garcia, Eve Torres, Eric Bischoff, Ron Simmons, Gerald Brisco, Kelly Kelly, Kurt Angle, Candice Michelle, Melina, Alundra Blayze, Jonathan Coachman, Rob Van Dam, Sgt. Slaughter, The Hurricane, Ric Flair, Ted DiBiase, Jerry Lawler, The Kliq, Road Dogg, Mick Foley e Stone Cold Steve Austin. |
| King of the Ring                               | 19 de agosto de 2019    | Saint Paul, Minnesota     | Xcel Energy Center         | 2.53      | O episódio incluiu as primeiras lutas do Torneio King of the Ring de 2019 e o retorno do torneio, que havia sido realizado pela última vez em 2015. |
| O Retorno do Raw ao Madison Square Garden      | 9 de setembro de 2019   | Nova Iorque, Nova Iorque  | Madison Square Garden      | 2.13      | Primeiro evento televisionado da WWE no Madison Square Garden em 10 anos. Contou com uma aparição especial de Stone Cold Steve Austin. |
| Final da Temporada 2018–19 do Raw              | 23 de setembro de 2019  | São Francisco, Califórnia | Chase Center               | 2.24      | O Raw apresentou seu final de temporada antes do SmackDown Live ter seu episódio final na USA Network. |
| Estreia da Temporada 2019–20 do Raw            | 30 de setembro de 2019  | Phoenix, Arizona          | Talking Stick Resort Arena | 2.56      | A estreia da temporada 2019–20 do Raw, que apresentou uma nova música tema ("Legendary" do Skillet) e um novo logo. |
| Noite 2 do WWE Draft 2019                      | 14 de outubro de 2019   | Denver, Colorado          | Pepsi Center               | 2.27      | Segunda noite do Draft anual da WWE (a primeira noite foi no episódio de 11 de outubro do SmackDown), onde os lutadores são selecionados entre os planteis do Raw e do SmackDown. |

### 2020
| Episódio                            | Data                   | Local                    | Arena                  | Audiência | Notas |
| ----------------------------------- | ---------------------- | ------------------------ | ---------------------- | --------- | --- |
| Noite de Apreciação a Edge          | 27 de janeiro de 2020  | San Antonio, Texas       | AT&T Center            | 2.40      | Edge fazendo seu retorno aos ringues na noite anterior, pela primeira vez em 8 anos. |
| Dia 3:16                            | 16 de março de 2020    | Orlando, Flórida         | WWE Performance Center | 2.33      | Episódio especial do Raw que aconteceu em 16 de março, celebrando o Dia 3:16, com a participação do membro do Hall da Fama, Stone Cold Steve Austin. Este episódio estava originalmente agendado para acontecer em Pittsburgh, Pensilvânia, mas foi realizado sem público no WWE Performance Center após uma série de cancelamentos de eventos esportivos devido à pandemia de COVID-19.                                                                                   |
| Raw 1400                            | 23 de março de 2020    | Orlando, Flórida         | WWE Performance Center | 2.0       | Marcou o 1.400º episódio do Raw. Originalmente agendado para acontecer em Fort Worth, Texas, mas foi realizado sem público no WWE Performance Center após uma série de cancelamentos de eventos esportivos devido à pandemia de COVID-19. |
| Championship Monday                 | 22 de junho de 2020    | Orlando, Flórida         | WWE Performance Center | 1.92      | Contou com quatro lutas de campeonato ao longo da noite. Os campeonatos defendidos foram: o Campeonato de Duplas do Raw, o Campeonato Feminino do Raw, o Campeonato 24/7 e o Campeonato de Duplas Femininas da WWE. |
| In Your Face                        | 14 de setembro de 2020 | Orlando, Flórida         | Amway Center           | 1.69      | Contou com Asuka (c) contra Mickie James pelo Campeonato Feminino do Raw, Drew McIntyre contra Keith Lee, Seth Rollins contra Dominik Mysterio em uma luta dentro da jaula de aço, e uma luta campeões contra campeões com The Street Profits contra Shinsuke Nakamura e Cesaro. |
| Noite 2 do WWE Draft 2020           | 12 de outubro de 2020  | Orlando, Flórida         | Amway Center           | 1.85      | Segunda noite do Draft anual da WWE (a primeira noite foi no episódio de 9 de outubro do SmackDown), onde os lutadores são selecionados entre os planteis do Raw e do SmackDown. |
| Estreia da Temporada 2020–21 do Raw | 19 de outubro de 2020  | Orlando, Flórida         | Amway Center           | 1.77      | A estreia da temporada 2020–21 do Raw. |
| Noite de Lendas do Raw              | 4 de janeiro de 2021   | São Petersburgo, Flórida | Tropicana Field        | 2.13      | Episódio especial do Raw apresentando Lendas e Membros do Hall da Fama da WWE, além de ser o primeiro Raw de 2021. Contou com aparições de Hulk Hogan, Theodore Long, Alicia Fox, Mickie James, Sgt. Slaughter, Tatanka, Big Show, Ric Flair, Jimmy Hart, Mark Henry, Mike Rotunda, Molly Holly, Melina, Torrie Wilson, The Boogeyman, Ron Simmons, Booker T, Jeff Jarrett e Goldberg. Também contou com a luta Drew McIntyre (c) contra Keith Lee pelo Campeonato da WWE. |
| Noite 2 do WWE Draft 2021           | 4 de outubro de 2021   | Nashville, Tennessee     | Bridgestone Arena      | 1.86      | Segunda noite do Draft anual da WWE (a primeira noite foi no episódio de 1 de outubro do SmackDown), onde os lutadores são selecionados entre os planteis do Raw e do SmackDown. |
| Estreia da Temporada 2021–22 do Raw | 25 de outubro de 2021  | Houston, Texas           | Toyota Center          | 1.65      | A estreia da temporada 2021–22 do Raw. |

### 2022
| Episódio                                                                                  | Data                    | Local                     | Arena                    | Audiência | Notas |
| ----------------------------------------------------------------------------------------- | ----------------------- | ------------------------- | ------------------------ | --------- | --- |
| Raw 1500                                                                                  | 21 de fevereiro de 2022 | Colúmbia, Carolina do Sul | Colonial Life Arena      | 1.825     | Marcou o 1.500º episódio do Raw. Contou com a aparição de Brock Lesnar e o retorno de Edge. |
| WrestleMania Raw                                                                          | 28 de março de 2022     | Pittsburgh, Pensilvânia   | PPG Paints Arena         | 1.979     | Primeiro episódio anual do Raw com tema WrestleMania, que também foi o episódio de preparação para o evento. Contou com aparições dos planteis do Raw e SmackDown, incluindo Brock Lesnar e Roman Reigns.             |
| WrestleMania 38 Fallout Raw                                                               | 4 de abril de 2022      | Dallas, Texas             | American Airlines Center |           | Episódio especial do Raw realizado um dia após a WrestleMania 38. |
| Celebração do 20º Aniversário de Randy Orton                                              | 25 de abril de 2022     | Knoxville, Tennessee      | Thompson–Boling Arena    | 1.613     | Contou com uma celebração do 20º aniversário de Randy Orton na WWE. |
| Celebração do 20º Aniversário de John Cena                                                | 27 de junho de 2022     | Laredo, Texas             | Sames Auto Arena         | 1.951     | Contou com uma celebração do 20º aniversário de John Cena na WWE. |
| Celebração do 20º Aniversário de Rey Mysterio (O retorno do Raw ao Madison Square Garden) | 25 de julho de 2022     | Nova Iorque, Nova Iorque  | Madison Square Garden    | 1.901     | O retorno do Monday Night RAW ao Madison Square Garden. Contou com uma celebração do 20º aniversário de Rey Mysterio na WWE. Também foi o primeiro Monday Night RAW após o anúncio da aposentadoria de Vince McMahon. |
| Noite de Apreciação a Kurt Angle                                                          | 29 de agosto de 2022    | Pittsburgh, Pensilvânia   | PPG Paints Arena         | 2.107     | O retorno de Kurt Angle em sua cidade natal, Pittsburgh. O show também contou com a aparição de Edge. |
| Pré-Estreia da Temporada 2022–23 do Raw                                                   | 10 de outubro de 2022   | Brooklyn, Nova Iorque     | Barclays Center          | 1.824     | A pré-estreia da temporada 2022–23 do Raw. Contou com a aparição da D-Generation X, que celebrou seu 25º aniversário.                                                                                                 |
| Raw Halloween                                                                             | 31 de outubro de 2022   | Dallas, Texas             | American Airlines Center | 1.500     | Episódio do Raw com tema de Halloween, que contou com uma luta Trick or Street Fight, gráficos temáticos e músicas de intervalo.                                                                                      |
| Primeira Hora Sem Comerciais                                                              | 28 de novembro de 2022  | Norfolk, Virgínia         | Norfolk Scope            | 1.668     | A primeira hora da transmissão do Raw foi sem comerciais. Dexter Lumis derrotou The Miz em uma luta "Anything Goes", conquistando um contrato com a WWE.                                                              |
| Raw: O Melhor de 2022                                                                     | 26 de dezembro de 2022  |                           |                          | 1.075     | Um episódio de resumo gravado, apresentado por Jackie Redmond e Corey Graves. Contou com entrevistas de vários lutadores da WWE.                                                                                      |

### 2023
| Episódio                                | Data                   | Local                       | Arena                      | Audiência | Notas |
| --------------------------------------- | ---------------------- | --------------------------- | -------------------------- | --------- | --- |
| Raw Is XXX                              | 23 de janeiro de 2023  | Filadélfia, Pensilvânia     | Wells Fargo Center         | 2.344     | Comemorando 30 anos do Raw a partir do Wells Fargo Center, com aparições de lendas da WWE, incluindo The Undertaker, Hulk Hogan, Triple H, Shawn Michaels, Brock Lesnar e muitas outras. A primeira hora da transmissão foi sem comerciais. |
| John Cena Retorna para Casa             | 6 de março de 2023     | Boston, Massachusetts       | TD Garden                  | 1.827     | Comemorando o retorno de John Cena, lenda da WWE, ao Raw, em sua cidade natal. |
| WrestleMania 39 Raw                     | 27 de março de 2023    | Phoenix, Arizona            | Footprint Center           | 1.843     | Segundo episódio anual do Raw com tema WrestleMania, que também foi o episódio de preparação para o evento. |
| WrestleMania 39 Fallout Raw             | 3 de abril de 2023     | Los Angeles, Califórnia     | Crypto.com Arena           | 1.843     | Episódio especial do Raw transmitido um dia após a WrestleMania 39. |
| WWE Draft 2023                          | 1 de maio de 2023      | Fort Worth, Texas           | Dickies Arena              | 1.778     | A segunda noite do draft de duas noites entre Raw e SmackDown. |
| Pré-Estreia da Temporada 2023–24 do Raw | 16 de outubro de 2023  | Oklahoma City, Oklahoma     | Paycom Center              | 1.483     | A pré-estreia da temporada 2023–24 do Raw. |
| Raw Halloween                           | 30 de outubro de 2023  | Greenville, Carolina do Sul | Bon Secours Wellness Arena | 1.391     | Episódio do Raw com tema de Halloween. Contou com uma luta Trick or Street Fight e gráficos temáticos. |
| Primeira Hora Sem Comerciais            | 27 de novembro de 2023 | Nashville, Tennessee        | Bridgestone Arena          | 1.884     | A primeira hora da transmissão do Raw foi sem comerciais. O episódio contou com as primeiras aparições de CM Punk e Randy Orton na TV desde janeiro de 2014 e maio de 2022, respectivamente.                                                |
| Raw: O Melhor de 2023                   | 25 de dezembro de 2023 |                             |                            | 0.698     | Um episódio de resumo gravado, apresentado por Jackie Redmond e Peter Rosenberg. |

### 2024
| Episódio                                | Data                   | Local                    | Arena                    | Audiência | Notas |
| --------------------------------------- | ---------------------- | ------------------------ | ------------------------ | --------- | --- |
| Raw Day 1                               | 1 de janeiro de 2024   | San Diego, Califórnia    | Pechanga Arena           | 1.751     | Episódio ao vivo do Raw "Day 1". Contou com Seth Rollins (c) vs. Drew McIntyre pelo Campeonato Mundial dos Pesos Pesados. Também marcou o retorno de The Rock, sua volta ao Raw após 8 anos. |
| Raw 1600                                | 22 de janeiro de 2024  | Nova Orleãs, Luisiana    | Smoothie King Center     | 1.686     | Marca o 1600º episódio do Raw. |
| WrestleMania XL Raw                     | 1 de abril de 2024     | Brooklyn, Nova Iorque    | Barclays Center          | 1.784     | Terceiro episódio anual do Raw com tema WrestleMania, que também foi o episódio de preparação para o evento.                                                                                 |
| WrestleMania XL Fallout Raw             | 8 de abril de 2024     | Filadélfia, Pensilvânia  | Wells Fargo Center       | 2.362     | Episódio especial do Raw realizado na noite seguinte à WrestleMania XL, com aparições especiais de The Rock, John Cena e Triple H. A primeira hora da transmissão foi sem comerciais.        |
| WWE Draft 2024                          | 29 de abril de 2024    | Kansas City, Missouri    | T-Mobile Center          | 1.683     | A segunda noite do draft de duas noites entre Raw and SmackDown. |
| Primeira Hora Sem Comerciais            | 5 de agosto de 2024    | Baltimore, Maryland      | CFG Bank Arena           | 1.724     | A primeira hora da transmissão do Raw foi sem comerciais. Episódio especial do Raw realizado após o SummerSlam.                                                                              |
| Pré-Estreia da Temporada 2024–25 do Raw | 9 de setembro de 2024  | Calgary, Alberta, Canadá | Scotiabank Saddledome    | 1.430     | A pré-estreia da temporada 2024–25 do Raw. Contou com uma aparição especial de Bret Hart. A primeira hora da transmissão do Raw foi sem comerciais.                                          |
| Raw retorna para 2 horas                | 7 de outubro de 2024   | St. Louis, Missouri      | Enterprise Center        | 1.545     | Primeiro episódio do Raw com 2 horas de duração desde 16 de julho de 2012. |
| Raw na Arábia Saudita                   | 4 de novembro de 2024  | Riade, Arábia Saudita    | Mohammed Abdo Arena      | 1.465     | Primeiro episódio do Raw na Arábia Saudita, gravado no dia 3 de novembro, um dia após o Crown Jewel.                                                                                         |
| Primeira Hora Sem Comerciais            | 2 de dezembro de 2024  | Everett, Washington      | Angel of the Winds Arena | 1.709     | A meia-hora da transmissão do Raw foi sem comerciais. Episódio especial do Raw realizado após o Survivor Series: WarGames.                                                                   |
| Último Raw na USA Network               | 30 de dezembro de 2024 | Houston, Texas           | Toyota Center            | 1.596     | Último episódio do Raw transmitido pela USA Network. A meia-hora da transmissão foi sem comerciais.                                                                                          |

### 2025
| Episódio                | Data                 | Local                 | Arena       | Audiência                       | Notas |
| ----------------------- | -------------------- | --------------------- | ----------- | ------------------------------- | --- |
| Primeiro Raw na Netflix | 6 de janeiro de 2025 | Inglewood, Califórnia | Intuit Dome | 4.900 (globalmente) 2.600 (EUA) | Este foi o primeiro episódio do Raw a ser transmitido na Netflix. Pela primeira vez, a duração do programa foi flexível e não teve um tempo fixo de exibição. |